# Ciclo della metionina
Il ciclo della metionina o ciclo di Yang è un ciclo metabolico che avviene nelle piante e che utilizza l'amminoacido metionina per sintetizzare il fitormone etilene.
Il ciclo è anche denominato ciclo di Yang in onore dello scienziato taiwanese naturalizzato statunitense Shang Fa Yang, studioso della biosintesi dell'etilene, che dimostrò il ruolo centrale della metionina quale precursore di questo fitormone. Yang scoprì che il processo biosintetico costituiva un ciclo metabolico, e che la S-adenosil metionina costituiva un intermedio nella via che da metionina porta ad etilene. Nel 1979 isolò l'acido 1-amminociclopropano-1-carbossilico (ACC), diretto precursore dell'etilene.